# Shichao (sockenhuvudort i Kina, Guizhou Sheng, lat 28,41, long 108,04)
Shichao (kinesiska: 石朝, 石朝乡) är en sockenhuvudort i Kina. Den ligger i provinsen Guizhou, i den sydvästra delen av landet, omkring 240 kilometer nordost om provinshuvudstaden Guiyang. Antalet invånare är 9 214. Befolkningen består av 4 426 kvinnor och 4 788 män. Barn under 15 år utgör 26,0 %, vuxna 15-64 år 62 %, och äldre över 65 år 11,0 %.